# Philodromus margaritatus
Philodromus margaritatus este o specie de păianjeni din genul Philodromus, familia Philodromidae. A fost descrisă pentru prima dată de Clerck, 1757. Conține o singură subspecie: P. m. tigrinus.